# キリン 別格
『キリン 別格』（キリン べっかく）とは、キリンビバレッジが2014年11月4日から2015年9月まで展開していたソフトドリンクのブランドである。
同社の新たなスローガンである「世界一おいしいのみものをつくる会社になる」を体現化した高価値・高価格ブランドで、ボトル缶製品（「塩サイダー 南高梅」・「濃蜜レモネード」を除く）はキャップ部分までラベルを覆ったフルシュリンクボトル缶を採用している。ブランドの特性上、緑茶・烏龍茶・コーヒー・炭酸飲料と複数のカテゴリーを横断して展開されていた。

## 歴史
2014年11月4日の立ち上げ当初は以下の3商品を発売した。
日本冠茶
冠茶（かぶせちゃ）を中心に茶葉を厳選し、当社製緑茶飲料で使用している茶葉量の約2.5倍の茶葉を用いて低温で抽出した緑茶飲料。
希少珈琲
希少黄金豆のブラジル産のブルボン・アマレロを100%使用し、希少糖含有シロップを加えた同社製ミルク入りコーヒーで最もコーヒー成分量が多い大容量タイプのコーヒー。
生姜炭酸
高知県産生姜を100%使用し、山椒とトウガラシの香辛料を用いることで香料無添加とした炭酸飲料（ジンジャーエール）。
2014年11月18日には、黄金桂茶と鉄観音の2種類の高級青茶をブレンドした烏龍茶飲料「黄金鉄観」を追加発売した。
11月1日から松本幸四郎と松たか子が共演するCMが放送され、11月4日の発売後は年内の販売目標である100万ケース（1ケース：24本）を2週間で8割達成するなど好調なスタートを切った。
2015年3月31日には「希少珈琲」に比べて100gあたりのコーヒー豆を増量し高温・高圧で抽出したエスプレッソタイプのコーヒー「希少珈琲 with ESPRESSO」と、エルサルバドル産の希少豆ブルボン種を100%使用し、当社製ボトル缶ブラックコーヒーで使用している量の約1.7倍のコーヒー豆を用いたほか、粉砕前のホール豆の抽出液をブレンドした「ホールリッチアロマ製法」を採用した無香料の大容量ブラックコーヒー「希少珈琲BLACK」を発売した。
同年6月16日には国産の手摘み南高梅果汁を炭酸で割り、宮古島の雪塩を加えた香料・酸味料不使用設計の果汁入り炭酸飲料「塩サイダー 南高梅」とかぶせ茶を中心に厳選した茶葉を低温抽出し、ていねいに石臼挽きした京都宇治抹茶を加えた緑茶飲料「京都宇治抹茶」を発売した。「京都宇治抹茶」はこれまでボトル缶入りのみだったブランド初のペットボトル入りで、280 ml入りと345 ml入りの2容量が設定された。
同年7月21日には地中海レモンの透明果汁・混濁レモン果汁・レモンピールを組み合わせ、ライム果汁・オレンジとグレープフルーツのコミニュテッド果汁（皮ごとすりつぶした果汁）・はちみつを加えた香料・酸味料不使用設計の果汁入りレモネードスパークリング「濃蜜レモネード」を発売した。
同年8月に375 mlボトル缶全製品（「黄金鉄観」・「日本冠茶」・「希少珈琲」・「希少珈琲BLACK」・「生姜炭酸」）が製造終了となり、翌月には残りの製品（「希少珈琲 with ESPRESSO」・「塩サイダー 南高梅」・「京都宇治抹茶」・「濃蜜レモネード」）も製造終了となったため、発足から10か月後にブランド終息となった。

## 評価
「日経デジタルマーケティング」（以下：「日経DM」）は全社を挙げて取り組んだ割には寂しい結末を迎えたとし、インターネット上の反応を分析したうえで、「別格」というネーミングが名前負けしていると分析している。まず、「別格」というネーミングやCMのキャッチフレーズに対し、発売当初から上から目線であるといった指摘が寄せられていたほか、一定の評価をしていた消費者からも「『別格』というほどではない」という声が寄せられていた。「日経DM」は、これがもし「プレミアム」というありふれた表現だったり、「希少珈琲BLACK」のように最初から税込販売価格が200円未満であれば、飲んだ感想とその後の購買行動が違っていただろうと分析している。